# Sri Rahayu Masi
Sri Rahayu Masi (ur. 2 czerwca 1985) – indonezyjska wioślarka.

## Osiągnięcia
- Mistrzostwa Świata – Poznań 2009 – dwójka podwójna wagi lekkiej – 16. miejsce[1].